# Bagheera (djur)
Bagheera är ett släkte av spindlar. Bagheera ingår i familjen hoppspindlar.
Kladogram enligt Catalogue of Life:
| Bagheera | \| \| Bagheera bicavata \| \| \| \| \| \| Bagheera kiplingii \| \| \| \| \| \| Bagheera nigropicta \| \| \| \| \| \| Bagheera prosper \| \| \| \| |
|          | \| \| Bagheera bicavata \| \| \| \| \| \| Bagheera kiplingii \| \| \| \| \| \| Bagheera nigropicta \| \| \| \| \| \| Bagheera prosper \| \| \| \| |
|          | Bagheera bicavata |
|          | |
|          | Bagheera kiplingii |
|          | |
|          | Bagheera nigropicta |
|          | |
|          | Bagheera prosper |
|          | |